# فينديلا غوستافو سباري
فينديلا غوستافو سباري أوف روزفيك (بالسويدية: Wendela Gustafva Sparre)‏ (14 ديسمبر، 1772 - 7 مايو 1855) فنانة نسيج سويدية. كانت عضوًا في الأكاديمية الملكية السويدية للفنون.

## حياتها
ولدت في قصر لانغدونكر في أبرشية هايلتينغه في سودرمانلاند. والداها هما كل من النبيل جبرائيل سباري أوف روزفيك، قائد الفوج الملكي للأمير فريدريك أدولف من السويد، وماريا فينديلا ألفسباري أوف بروكسفيك. تزوجت، في 15 أكتوبر 1801، من أكسيل أوكسنستيرينا (بالإنجليزية: Axel Oxenstierna) (نبيل وصاحب دم ملكي) (1743-1816)، ورزقت منه بابن، كارل غابرييل أوكسنستيرنا (1802-1873). كأرملة، تقاعدت في حوزة زوجها الراحل، هارج، وتمكنت من ذلك حتى وصل ابنها إلى مرحلة النضج.
عرفت وينديلا غوستاففا سبار كفنانة غير محترفة بالتطريز الحريري. في عام 1797، شاركت بالمعرض الفني للأكاديمية مع عمل يصور «منظر الجنوب». في نفس العام، تم عرض أعمالها في الأكاديمية الملكية السويدية للفنون. أشهر أعمالها هو Flodlandskap («ريفرسايد») وذلك في عام 1796.

## صورة
- http://arenabok.se/wordpress/wp-content/uploads/2013/03/utdr_HargII.pdf